# Mary Heaton Vorse
Mary Heaton Vorse (Nova York, 11 d'octubre del 1874 - Provincetown, 14 de juny del 1966) fou una periodista, activista del moviment obrer, crítica social, novel·lista i feminista estatunidenca. Era activa en causes relatives a la pau i a la justícia social, com ara el sufragi femení, els drets civils, el pacifisme (l'oposició a la Primera Guerra Mundial), el socialisme, contra l'explotació infantil, la mortalitat infantil, els conflictes laborals i per l'accés a l'habitatge.

## Biografia
Heaton nasqué l'11 d'octubre del 1874 a Nova York. Sos pares eren Ellen Marvin i Hiram Heaton. Es va criar a Amherst, Massachusetts, en una casa de 24 habitacions amb germanastres del matrimoni anterior de la seua mare. Els diners de la família provenien de la seua mare. El 1852, la mare de Heaton s'havia casat amb el capità Charles Bernard Marvin, un magnat navilier i comerciant de licors, més de 20 anys major que ella, quan tenia tan sols 18 anys. Ellen Marvin enviduà als 37 anys amb cinc fills. El 1873, es casà amb el pare de Heaton.
La família viatjà molt i passà més d'un any a Europa, on Mary Heaton assistí al jardí d'infància a Hannover i al primer any de primària a Dresden, on aprengué alemany. Més tard, la família visqué en un apartament a París, on Mary va aprendre francés, seguit després per un hivern a Àustria.
En les seues memòries del 1935, data el seu interés pels problemes polítics i econòmics en els anys de joventut, quan la seua mare li llegia en veu alta un llibre de l'etnògraf George Kennan sobre el brutal sistema penal siberià rus. També llavors s'interessà per la literatura russa clàssica, amb lectures dirigides pel seu pare sobre temes d'història dels Estats Units.
Trobà estimulant la vida a la ciutat universitària d'Amherst i les discussions en la llar familiar entre el seu pare i alguns amics acadèmics, com ara el president del Massachusetts Agricultural College de la Universitat de Massachusetts Amherst, Henry Hill Goodell, i el professor d'antropologia John Tyler.
Deixà el sistema escolar formal en una edat primerenca i després passà alguns hiverns a París estudiant art. El 1896, Heaton estudià en la Lliga d'estudiants d'art de Nova York. La Lliga s'havia creat vint anys abans per artistes que s'havien rebel·lat contra el conservadorisme de l'Acadèmia Nacional de Disseny. Quan Mary hi entrà, l'escola estava en auge, amb més de 1.100 alumnes estudiant escultura i pintura en classes diürnes i nocturnes segregades per sexe.
Si bé Heaton trobà estimulant la participació en l'avantguardisme, s'adonà que mancava de talent. Escrigué en el seu diari: "Quan entre a la meua habitació i veig el meu treball tirat per ací, el sentit de la meua pròpia futilitat m'aclapara. Després de tant de treball, açò és tot el que puc fer".

## Carrera professional
Era jove, intel·ligent, atlètica, i estava molt influenciada per les idees feministes que sorgien a mesura que el segle XIX arribava a la fi. Moltes dones de classe alta com Heaton eren a l'avantguarda del moviment pels drets de les dones a la independència econòmica, l'educació, el sufragi i el control de la natalitat.
El seu primer marit fou Albert White "Bert" Vorse, un periodista que havia viatjat molt i que havia treballat durant un any en una casa comunal de Boston, dirigida per Edward Everett Hali. Es casaren al 1898 i van tenir dos fills.
La parella començà a prestar major atenció als problemes socials, estimulats pels muckraker, la política reformista del moment i l'amistat amb el periodista radical Lincoln Steffens. Els Vorse solien anar a navegar amb Steffens i la seua esposa amb el vaixell dels Vorses.
Bert aviat va ser destinat a París com a corresponsal del Philadelphia Ledger. Va ser a França on Heaton, animada pel seu espòs, començà a interessar-se per l'escriptura professional. Escrigué ficció romàntica per a revistes femenines. Les seues històries presentaven el tòpic literari d'una heroïna enèrgica que es guanyava l'afecte d'un home cobejat sobre un rival més restringit i convencionalment femení.
El 1904, els Vorse se n'anaren a Venècia, on Heaton s'introduí per primera vegada en el món de la classe treballadora i la lluita laboral.
Bert va morir el 14 de juny del 1910.

## Activisme i periodisme

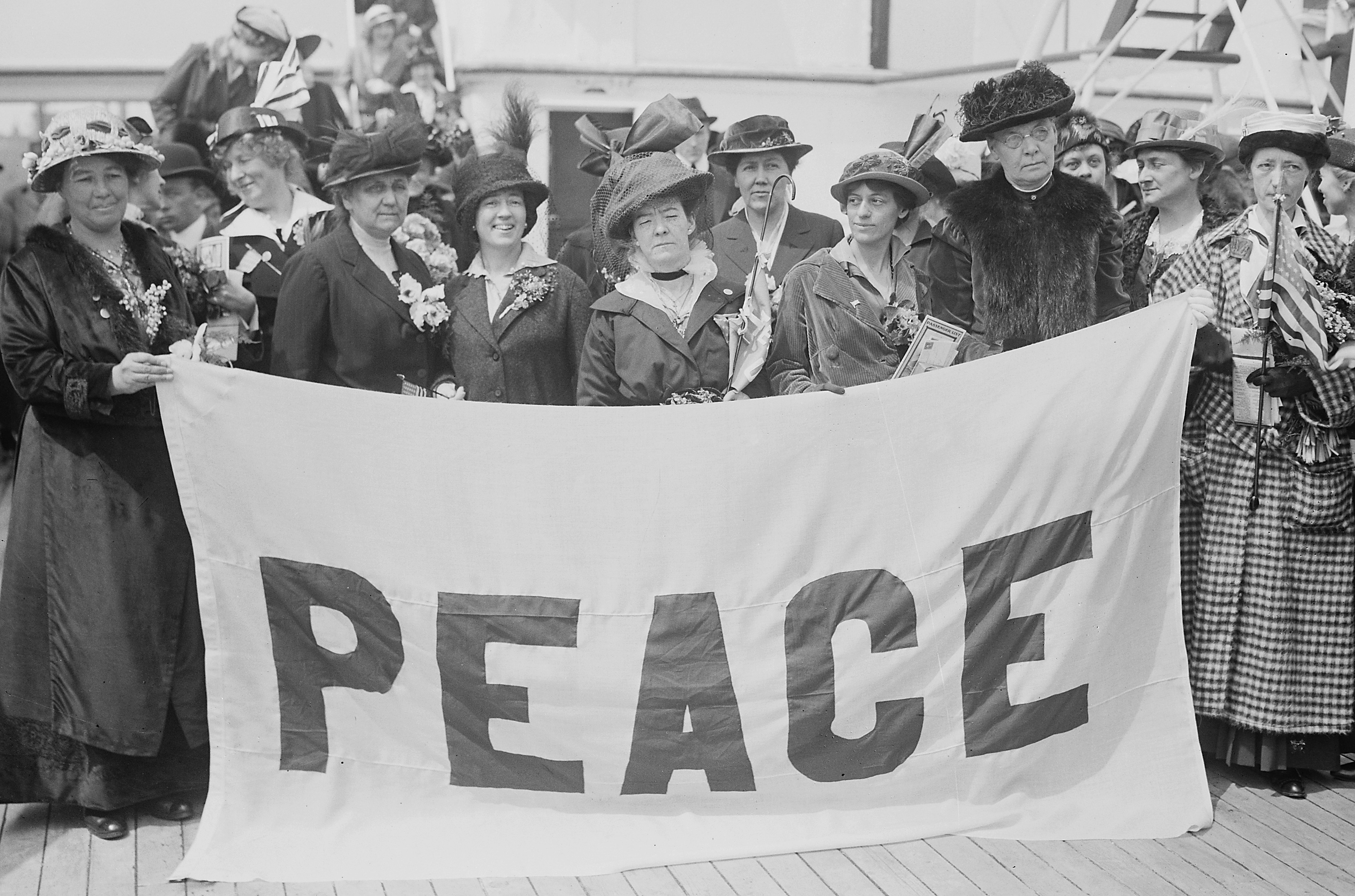
Delegades estatunidenques al Congrés Internacional de Dones per la Pau d'abril del 1915 a la Haia

El 1912, es casà amb el periodista Joe O'Brien, un socialista de Virgínia a qui havia conegut en el Lawrence Textile Strike del 1912. Tingueren un fill, nascut el 1914. Joe O'Brien va morir al 1915.
Heaton participà activament en la lluita contra el militarisme i l'entrada dels Estats Units en la Primera Guerra Mundial i fou fundadora del Partit de les Dones per la Pau al gener del 1915. La triaren delegada del Partit del Sufragi Femení de Nova York per a un Congrés Internacional de Dones per la Pau realitzat a la Haia a finals d'abril del 1915, i viatjà a bord del MS Noordam per aigües sembrades de mines per a assistir-hi.
Escrigué per al Nova York Post, Nova York World, McCall's, Harper's Weekly, Atlantic Monthly, The Masses, New Masses, New Republic i McClure's Magazine, i per a alguns serveis de notícies.
Participà i informà sobre la vaga tèxtil de Lawrence, la vaga de l'acer del 1919, la vaga dels obrers tèxtils del 1934 i les vagues del carbó del comtat de Harlan, Kentucky.
De 1919 a 1923, Heaton tingué una relació amb el caricaturista polític radical i membre del Partit Comunista, Robert Minor.

## Reconeixements
Quatre anys abans de la seua mort al 1966, Heaton, amb 88 anys, anà al banquet de noces d'argent d'United Acte Workers, acompanyada pel líder sindical Walter Reuther. Allí, rebé el primer Premi de Justícia Social de la UAW, amb l'ex-primera dama Eleanor Roosevelt i el novel·lista Upton Sinclair compartint el seu honor. Fou premiada pel seu treball com una de les periodistes laborals més importants de les dècades del 1920 i 1930.

## Mort i llegat
Va morir el 14 de juny del 1966, a la seua casa de Provincetown, Massachusetts, a la punta extrema de Cap Cod, on l'enterraren. Tenia 92 anys.
A més de les seues memòries del 1935, Mary participà en un projecte d'història oral de la Universitat de Colúmbia al 1957, una entrevista que fou transcrita i microfilmada per la universitat.
També va escriure històries de fantasmes, inclosa "La segona esposa" (1912). Les històries s'aplegaren més tard en Sinister Romanç d'Ash-Tree Press.
A vegades se la recorda de manera anecdòtica com a inspiració per al personatge de Mary French de l'obra de John Dos Passos Trilogia USA.

## Obra
- The Breaking In of a Yacthtsman's Wife. Boston: Houghton, Mifflin and Co., 1908.
- The Whole Family. (Contributor.) Nova York: Harper and Brothers, 1908.
- Autobiography of an Elderly Woman. Boston: Houghton, Mifflin and Co., 1911.
- The Very Little Person. Boston: Houghton Mifflin Co., 1911.
- The Heart's Country. Boston: Houghton Mifflin Co., 1914.
- The Sturdy Oak: A Composite Novell of American Politics by Fourteen American Authors. Nova York: Henry Holt, 1917.
- I've come to Stay: A Love Comedy of Bohemia. Nova York: The Century Co., 1918.
- The Prestons. Nova York: Boni and Liveright, 1918.
- Growing Up. Nova York: Boni and Liveright, 1920.
- Men and Steel. Nova York: Boni and Liveright, 1920.
- The Ninth Man: A Story. Nova York: Harper and Brothers, 1920.
- Wreckage: A Play in One Act. With Colin Clements. Nova York: D. Appleton, 1924.
- Fraycar's Fist. Nova York: Boni and Liveright, 1924.
- Passaic. Nova York: International Labor Defense, 1926.
- The Passaic Textile Strike, 1926-1927. Passaic, NJ: General Relief Committee of Textile Strikers, 1927.
- Second Cabin. Nova York: Horace Liveright, 1928.
- Gastonia. n.c.: n.p., 1929.
- Strike! Nova York: Horace Liveright, 1930.
- A Footnote to Folly: Reminiscences of Mary Heaton Vorse. Nova York: Farrar & Rinehart, 1935.
- Labor's New Millions. Nova York: Modern Age Books, 1938.
- Time and the Town: A Provincetown Chronicle. Nova York: Dial Press, 1942.
- America's Submerged Class: The Migrants. Cleveland, OH: National Consumers League, n.d. [c. 1953].
- Rebel Pen: The Writings of Mary Heaton Vorse. Dee Garrison, ed. Nova York: Monthly Review Press, 1985.